# Jardim Belvedere (Goiânia)
Jardim Belvedere é um bairro da cidade brasileira de Goiânia, localizado na região noroeste do município.
O bairro situa-se próximo a vários bairros e parte de seu território alcança uma das unidades da Faculdade Alves Faria. Também faz limites com o Finsocial, Empresarial e com o bairro Vila Industrial Pedro Abraão, da região norte da capital.
Segundo dados do Instituto Brasileiro de Geografia e Estatística (IBGE), divulgados pela prefeitura, no Censo 2010 a população do Jardim Belvedere era de 518 pessoas.